# Gasthaus Löwen (Richen)

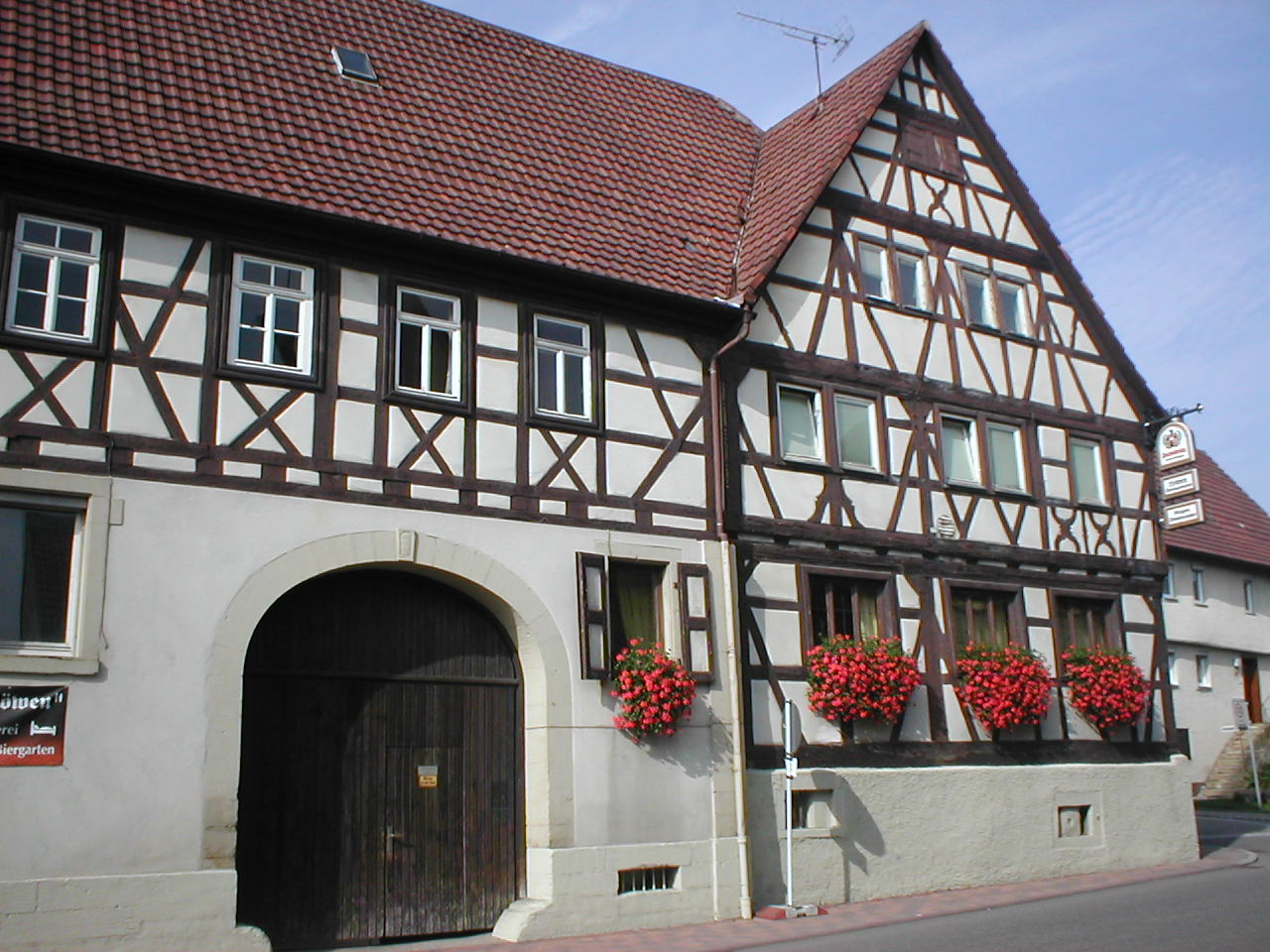
Gasthaus Löwen in Richen

Das Gasthaus Löwen in Richen, einem Stadtteil von Eppingen im Landkreis Heilbronn im nördlichen Baden-Württemberg, ist ein im 16. Jahrhundert errichtetes Fachwerkhaus. Das Gebäude ist ein geschütztes Kulturdenkmal.

## Beschreibung
Das seit langem als Gasthaus dienende Haus besitzt zwei Fachwerkstöcke und zwei Dachstöcke. Durch die Vergrößerung der Fenster wurde auch das Fachwerkgefüge stark in Mitleidenschaft gezogen. Als Zierformen sind im Oberstock der Fränkische Mann, kurze Streben und Fenstererker mit geschweiften Andreaskreuzen zu sehen. Am rechten Eckständer ist eine gedrehte Dreiviertelsäule und darüber ein Neidkopf vorhanden.